# Metabolomika
Metabolomika – dziedzina nauki zajmująca się analizą jakościową i ilościową niskocząsteczkowych produktów naturalnych endogennych metabolitów (pierwotnych i wtórnych inaczej dodatkowych), które tworzą metabolom. Jest zaliczana – obok genomiki, transkryptomiki i proteomiki – do biologii systemów.

## Metabolom
Metabolom rozumiany jest jako zbiór substancji drobnocząsteczkowych charakteryzujących się różnymi własnościami fizykochemicznymi, będącymi składnikami szlaków metabolomicznych w badanym systemie, organizmie, tkankach, komórkach. Wyniki badań gromadzi się w specjalnie przygotowanych bazach danych. W bazie zawierającej dane o metabolizmie człowieka HMDB (ang. human metabolomics database) umieszczono informację o 6500 metabolitach, szacuje się, że u roślin występuje ich 200 000.

## Metabolomika a metabonomika
Początkowo terminów tych używano wymiennie, w ostatnich latach podjęto próby specyficznego zdefiniowania znaczenia obu definicji. Celem badań metabolomicznych organizmów żywych (rozumianych jako systemy biologiczne) jest zarówno katalogowanie, jak i oznaczanie ilościowe jak największej liczby związków chemicznych w analizowanych próbach (materiał biologiczny). Metabonomika zajmuje się profilowaniem zmian ilościowych i jakościowych metabolitów w organizmie człowieka (lub zwierząt modelowych) jako odpowiedzi na stresy (choroba, działanie substancji toksycznych, o działaniu farmakologicznym) lub związane z odpowiedzią na zmiany w przyjmowanej diecie.

## Techniki analityczne
Metabolomika wykorzystuje takie techniki analityczne jak:
- LC-MS/MS – chromatografia cieczowa połączona z tandemową spektrometrią mas
- GC-MS – chromatografia gazowa połączona ze spektrometrią mas
- GC-MS/MS – chromatografia gazowa połączona z tandemową spektrometrią mas
- FT ICR MS/MS – tandemowy spektrometr mas z analizatorem rezonansu cyklotronowego z transformacją Fouriera
- NMR – spektroskopia magnetyczna rezonansu jądrowego